# Eric Moreland
Eric Moreland (ur. 24 grudnia 1991 w Houston) – amerykański koszykarz występujący na pozycji skrzydłowego.
7 lipca 2017 podpisał kontrakt z Detroit Pistons. 8 lipca 2018 został zwolniony. 21 września zawarł umowę z Toronto Raptors. 12 października został zwolniony.
10 grudnia 2018 podpisał umowę do końca sezonu z Phoenix Suns. 3 stycznia 2019 został zwolniony. 14 marca podpisał 10-dniową umowę z Toronto Raptors, następnie 23 marca kolejną, taką samą. 9 kwietnia zawarł z klubem umowę do końca sezonu.
30 września 2019 dołączył do obozu szkoleniowego Oklahoma City Thunder. 17 października opuścił klub.

## Osiągnięcia
Stan na 18 października 2019.
NCAA
- 2–krotnie zaliczany do składu Pac-12 All-Defensive Honorable Mention (2012, 2013)[11]

D-League
- Uczestnik meczu gwiazd D-League (2017)[12]
- Zaliczony do:
  - I składu defensywnego D-League (2017)[13]
  - III składu D-League (2017)[14]

NBA
- Mistrz NBA (2019)